# Atsiki
Atsiki (griechisch Ατσική (f. sg.)) ist ein 848 Einwohner (Stand 2011) zählendes Dorf, Verwaltungssitz sowie ein Gemeindebezirk im Norden der griechischen Insel Limnos. Bis zur Verwaltungsreform 2010 bildete Atsiki eine eigenständige Gemeinde.

## Lage
Der Gemeindebezirk Atsiki ist im Norden der Insel gelegen. Das überwiegend flache Gelände im Osten ist von landwirtschaftlicher Nutzung geprägt. Nach Norden und Nordwesten wird das Gelände leicht hügelig und steigt im nahezu unbesiedelten Nordwesten auf Höhen über 400 m an. Der Nordküste ist die unbewohnte Insel Sergitsi vorgelagert, etwa 1,3 km vom Kap Agrilia (Ακρωτήριο Αγριλιά) entfernt. Benachbarte Gemeindebezirke sind Myrina im Westen und Nea Koutali im Süden. Im Osten an der mit etwa 4 km engsten Stelle der Insel grenzt Moudros an.

## Verwaltungsgliederung
Der Gemeindebezirk Atsiki untergliedert sich in sieben Ortsgemeinschaften. Die Einwohnerzahlen entstammen der Volkszählung von 2011.
| Ortsgemeinschaft | griechischer Name                | Code     | Fläche km² | Einwohner 2001 | Einwohner 2011 | Dörfer und Siedlungen |
| ---------------- | -------------------------------- | -------- | ---------- | -------------- | -------------- | --------------------- |
| Atsiki           | Τοπική Κοινότητα Ατσικής         | 55010201 | 36,975     | 989            | 900            | Atsiki, Propouli      |
| Agios Dimitrios  | Τοπική Κοινότητα Αγίου Δημητρίου | 55010202 | 11,683     | 733            | 812            | Agios Dimitrios       |
| Varos            | Τοπική Κοινότητα Βάρους          | 55010203 | 13,235     | 405            | 223            | Varos, Aerolimin      |
| Dafni            | Τοπική Κοινότητα Δάφνης          | 55010204 | 17,156     | 179            | 158            | Dafni                 |
| Karpasi          | Τοπική Κοινότητα Καρπασίου       | 55010205 | 05,176     | 168            | 181            | Karpasi               |
| Katalakko        | Τοπική Κοινότητα Καταλάκκου      | 55010206 | 21,933     | 115            | 046            | Katalakko, Sergitsi   |
| Sardes           | Τοπική Κοινότητα Σαρδών          | 55010207 | 28,163     | 305            | 215            | Sardes                |
| Gesamt           | Gesamt                           | 550102   | 134,381    | 2894           | 2535           |                       |

## Bevölkerungsentwicklung
Die Bevölkerungskonzentration in Myrina dem administrativen Zentrum der Insel geht mit der Abnahme und Überalterung der Bevölkerung der ländlichen Gebiete einher. Die schwankenden Bevölkerungszahlen in Atsiki und der Bevölkerungsanstieg in Agios Dimitrios, der auf die sicheren Einkünfte aus dem Weinbau zurückzuführen ist, können dieser Tendenz insgesamt nicht entgegenwirken. Entgegen den offiziellen Angaben beläuft sich die tatsächliche Bevölkerungszahl auf 2727 Menschen.
| Name            | griechischer Name | 1971  | 1981  | 1991  | 2001  | 2011  |
| --------------- | ----------------- | ----- | ----- | ----- | ----- | ----- |
| Atsiki          | Ατσική            | 0958  | 0900  | 1.074 | 0989  | 0900  |
| Varos           | Βάρος             | 0416  | 0275  | 0439  | 0405  | 0223  |
| Dafni           | Δάφνη             | 0254  | 0200  | 0190  | 0179  | 0158  |
| Karpasi         | Καρπάσι           | 0279  | 0234  | 0190  | 0168  | 0181  |
| Katalakko       | Κατάλακκο         | 0234  | 0164  | 0127  | 0115  | 0046  |
| Sardes          | Σαρδές            | 0375  | 0318  | 0401  | 0305  | 0215  |
| Agios Dimitrios | Άγιος Δημήτριος   | 0578  | 0621  | 0638  | 0733  | 0812  |
| Gesamt          | Gesamt            | 3.094 | 2.712 | 3.059 | 2.894 | 2.535 |

## Wirtschaft
Den wichtigsten Wirtschaftszweig der Gemeinde stellt die Landwirtschaft dar. Mit Ausnahme der Weizen- und der Weinerzeugung wird fast nur für den lokalen Markt produziert. Die Tierhaltung und die Produktion von Käse sind weitere wichtige Faktoren.

### Landwirtschaft
Die Landwirtschaft der Region ist gekennzeichnet durch eine geringe Bodenfruchtbarkeit, kleine Anbauflächen, Mangel an Wasserressourcen, veraltete Anbaumethoden und einer starken Abhängigkeit von Subventionen. Die Umstellung auf den ökologischen Landbau bietet der Region positive Aussichten. Die Anfänge des ökologischen Landbaus wurden bei Weinproduktion gemacht. Den Erfahrungen folgten der Anbau von Weizen, Öl, Zitrusfrüchten und Mandeln.
Der Weinbau zeichnet sich durch die Herstellung von Qualitätsweinen aus. Angebaut wird vor allem Muscat d’Alexandrie für die Produktion des süßen Dessertwein Muscat von Limnos (OPE) und des trockenen oder halbsüßen Weißweins Limnos (OPAP) der zusätzlich mit Muscat Blanc gekeltert wird. Daneben werden verschiedene lokale Sorten in geringem Umfang angebaut.
Getreide wird in hoher Qualität produziert. Obwohl der Weizenanbau subventioniert wird, das am häufigsten angebaute Getreide Gerste liefert wegen der Umweltbedingungen die besseren Erträge. Luzerne wird zusätzlich als Futtermittel angebaut.
Aufgrund der ausreichenden Verfügbarkeit von privatem Weideland werden Ziegen, Schafe und Kühe in Weidewirtschaft gehalten. Durch die lange Tradition in der Tierhaltung ist Limnos berühmt für Qualität des Kalathaki Limnou (Καλαθάκι Λήμνου) Käses der aus der Milch von Schafen und Ziegen hergestellt wird. Ein deutliches Wachstumspotential stellt die Imkerei dar. Die Haltung von Schweinen, Kaninchen und Geflügel dient der Eigenversorgung, Fischfang wird in geringem Umfang betrieben.
Den qualitativ hochwertigen landwirtschaftlichen Erzeugnissen stehen allerdings unkommerzielle Vermarktungs- und Vertriebsmethoden entgegen.